# 图东
图东（法語：Toudon，法語發音：[tudɔ̃]）是法国滨海阿尔卑斯省的一个市镇，位于该省中部偏西，属于尼斯区。

## 地理
图东（43°54'2"N, 7°6'52"E）面积18.56 平方千米，位于法国普罗旺斯-阿尔卑斯-蓝色海岸大区滨海阿尔卑斯省，该省份为法国东南部沿海省份，南濒地中海，西南至瓦尔省，西北接上普罗旺斯阿尔卑斯省，北部和东部与意大利接壤。
与图东接壤的市镇（或旧市镇、城区）包括：莱费尔、日莱特、马洛塞讷、皮埃尔弗、图雷特迪沙托。

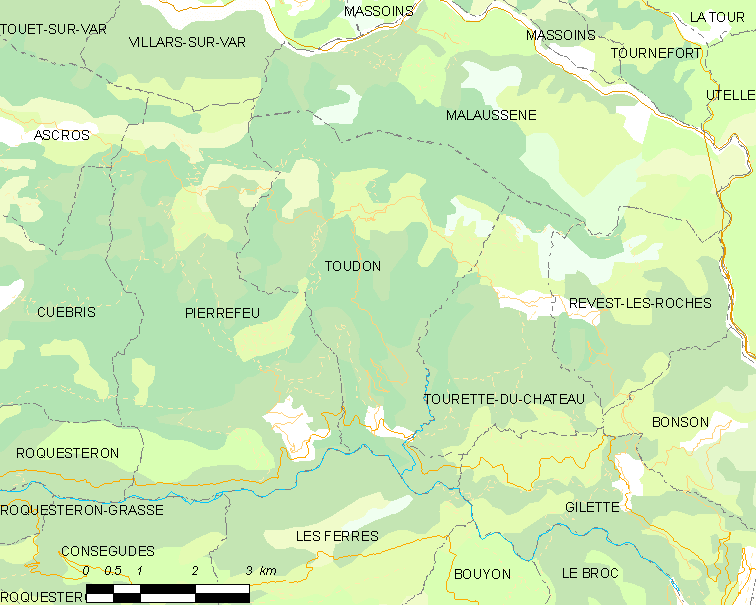
图东的OSM定位图

图东的时区为UTC+01:00、UTC+02:00（夏令时）。

## 行政
图东的邮政编码为06830，INSEE市镇编码为06141。

## 政治
图东所属的省级选区为旺斯县。

## 人口

1962-2008年间图东人口变化图示

图东于2022年1月1日时的人口数量为353人。